# Марек Котерски
Марек Котерски (на полски: Marek Koterski) е полски режисьор, сценарист и актьор.

## Биография
Роден е на 3 юни 1942 година в Краков, но след Втората световна война семейството му се установява във Вроцлав. Завършва Вроцлавския университет, след което работи като актьор и помощник-режисьор в киното. От 1985 година снима собствени филми, сред които „Нищо смешно“ („Nic śmiesznego“, 1996), „Ajlawju“ (1999), „Денят на смахнатия“ („Dzień świra“, 2002), „Wszyscy jesteśmy Chrystusami“ (2006).